# 10 000 (film)
Pour les articles homonymes, voir 10 000.
Pour plus de détails, voir Fiche technique et Distribution.
10 000, ou 10 000 av. J.-C. au Québec (10,000 BC), est un film d'aventures américain réalisé par Roland Emmerich et sorti en 2008. L'histoire est censée se dérouler durant la période du passage du Paléolithique au Néolithique.
Le film étant une fiction de divertissement, il se permet de nombreux anachronismes.
Même si c’est un succès commercial, il reçoit des critiques très négatives des journalistes qui le considèrent comme le pire film du réalisateur et l'un des pires sortis en 2008.

## Synopsis
Il y a 12 000 ans, la tribu des Yagahl vit de la chasse du mammouth (qu'ils appellent « mannak ») au cœur d'une chaine de montagnes situées dans l'actuelle Russie. D'Leh (Steven Strait) a pour amie la belle Evolet (Camilla Belle), qui a jadis été adoptée par la tribu. Un jour, pendant que les hommes sont à la chasse, des guerriers orientaux surgissent et enlèvent les Yagahl restés au camp, dont Evolet. À la tête d'un petit groupe, le jeune D'Leh se lance à la rescousse des siens. Ils voyagent pour la première fois dans le Sud, à travers des contrées inexplorées peuplées d'animaux préhistoriques : deux troupeaux de mammouths laineux (dont un qui est domestiqué), un félin à dents de sabre ainsi que de terrifiants oiseaux carnivores géants, les Phorusrhacos. Puis, à l'aide d'une armée constituée d'hommes rencontrés au cours de son voyage, D'leh découvre que les esclaves sont menés dans le désert, où un souverain érige d'immenses pyramides pour établir un puissant empire.

## Fiche technique
Sauf indication contraire, les informations mentionnées dans cette section peuvent être confirmées par la base de données cinématographiques IMDb,  présente dans la section « Liens externes ».
- Titre français : 10 000
- Titre québécois : 10 000 av. J.-C.
- Titre original : 10,000 BC
- Réalisation : Roland Emmerich
- Scénario : Roland Emmerich et Harald Kloser
- Dialogues : Robert Rodat
- Photographie : Ueli Steiger
- Musique : Harald Kloser et Thomas Wander
- Décors : Jean-Vincent Puzos
- Costumes : Renée April
- Production : Michael Wimer, Roland Emmerich, Mark Gordon
- Société de production : Warner Bros., Legendary Pictures, Centropolis Entertainment et The Mark Gordon company
- Distribution : Warner Bros.
- Pays :  États-Unis,  Afrique du Sud,  Nouvelle-Zélande et  Allemagne
- Budget : 105 millions de dollars
- Langue originale : anglais
- Genre : Action, aventure, drame, fantastique et historique
- Durée : 109 minutes
- Dates de sortie :
  - États-Unis, Canada : 7 mars 2008
  - France : 12 mars 2008

## Distribution
- Steven Strait (V. F. : Alexandre Guansé ; V. Q. : Martin Watier) : D'Leh, un jeune homme, chasseur de mammouths
- Camilla Belle (V. F. : Margaux Laplace ; V. Q. : Kim Jalabert) : Evolet, l'amour de D'Leh
- Cliff Curtis (V. F. : Mathieu Buscatto ; V. Q. : Sébastien Dhavernas) : Tic'Tic le vaillant guerrier
- Omar Sharif (V. F. : Vania Vilers) : le narrateur
- Tim Barlow : le dieu de la pyramide
- Affif Ben Badra : Warlord
- Nathanael Baring (V. F. : Yamin Gougmar ; V. Q. : Nicolas Bacon) : Baku
- Joel Fry (V. Q. : Nicolas Charbonneaux-Collombet) : Lu'kibu
- Joel Virgel (V. Q. : Thiéry Dubé) : Nakudu
- Mo Zinal (V. F. : Thibaut Belfodil ; V. Q. : Alexis Lefebvre) : Ka'Ren

## Production

### Tournage
- Nouvelle-Zélande
- Afrique du Sud
- Namibie

## Accueil

### Box-office
| Pays                           | Box-office      | Nombre de semaines | Date             |
| ------------------------------ | --------------- | ------------------ | ---------------- |
| Box-office mondial             | 269 052 025 USD | 6                  | au 13 avril 2008 |
| Box-office États-Unis / Canada | 94 770 548 USD  | 6                  | au 13 avril 2008 |
| Box-office France              | 833 476 entrées | 4                  | au 8 avril 2008  |

## Analyse

### Fiabilité historique
L'histoire est censée se dérouler à la fin du Pléistocène, au Dryas récent. Toutefois, il s'agit d'un Pléistocène de fantaisie, selon l'aveu de Kloser lui-même : « Ni Roland ni moi n'avons jamais eu l'idée que 10 000 puisse être un film documentaire ». Ainsi, le film présente de nombreux anachronismes et autres inventions des auteurs.
« Nous ne disposons d'aucune source écrite concernant les peuples d'Europe pendant l'ère glaciaire, si bien que les noms des personnages principaux comme Tic'Tic, Evolet ou Ka'Ren sont de purs produits de l'imagination. Quant au nom D'leh, il s'agit tout simplement d'une anagramme du mot allemand Held (héros) »[réf. nécessaire].
L'évocation des Égyptiens est déconnectée de la réalité historique, bien que cette civilisation ne soit pas citée en tant que telle dans le film. Les pseudo-Égyptiens du film, qui pourraient en fait représenter la mythique Atlantide, construisent de hautes pyramides en tenant compte de la constellation d'Orion[réf. nécessaire] : le pharaon évoqué est assimilable à Khéops. Toutefois, partant de cette hypothèse, la pyramide de Khéops n'a été construite qu'entre 2551 et 2472 av. J.-C., et nullement en 10000 av. J.-C.
Les mammouths, disparus au cours de l'Holocène, sont représentés avec une très grande taille (environ 6 m) et apeurés par l'homme en groupe de chasse. Il a existé des espèces gigantesques, comme le mammouth de Colomb et le mammouth d'Amérique du Nord, mais le mammouth commun n'était guère plus grand que l'éléphant d'Asie actuel, avec une hauteur au garrot de seulement 3,50 m. On ne possède pas de preuve que des mammouths aient jamais vécu dans la vallée du Nil ni qu'ils aient été domestiqués. Il existe toutefois une représentation présumée de mammouths dans un tombeau égyptien.
Les Phorusrhacos vivaient surtout en Amérique du Nord et du Sud. Il n'existe aucune preuve que, en 10000 av. J.-C., il s'en soit trouvé en Europe. Gastornis était bien une espèce européenne, mais elle vivait il y a 40 millions d'années, et elle est ici représentée trois fois trop grande.
Les tigres à dents de sabre vivaient surtout en Amérique du Nord. En Europe, il y en a eu aussi, mais ils se sont éteints vers 30 000 ans AP. Par ailleurs, leur taille est exagérée dans le film.
Le maïs est une espèce importée d'Amérique par les Européens au XVIe siècle. Or, à la fin du film, les hommes cultivent cette plante.
La horde belliqueuse monte des chevaux harnachés. La domestication du cheval date d'environ 2200 av. J.-C. (8 000 ans plus tard), mais le système de guide (rênes et mors) et de selle n'est pas avéré avant le Ier millénaire av. J.-C., le cheval étant initialement utilisé pour tirer des chars ou des chariots.
D'autres anachronismes ou approximations, comme l'élaboration de filets, les grues de levage à contrepoids, les menottes cerclées de bandes de fer rivetées, les sandales, le personnage imposé comme interprète, entament la crédibilité de l'histoire, dans un mélange préhistorique d'âge du fer, d'âge du bronze et des constructeurs de pyramides maîtrisant la navigation à voile permettant de remonter au vent (Christophe Colomb ne le pouvait toujours pas à son époque).
Il faut néanmoins rappeler que c'est un film de préhistoire-fantaisie, qui peut donc se permettre ces nombreux excès.

### Thématiques

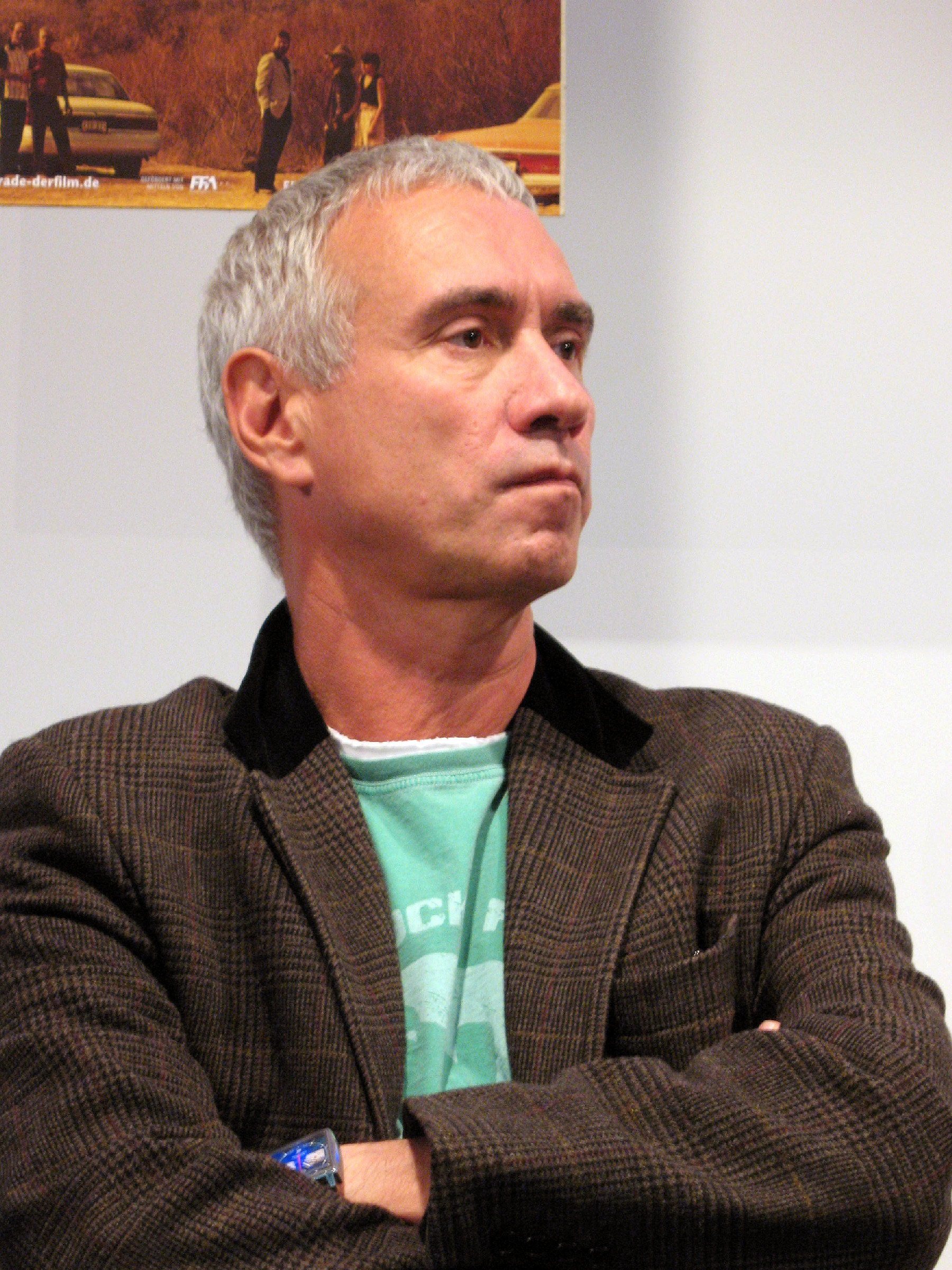
Le coscénariste et réalisateur Roland Emmerich, à une conférence de presse berlinoise, en octobre 2007.

Le film s'inspire des théories du journaliste britannique Graham Hancock, développées dans son essai L'Empreinte des dieux. Selon cet auteur, une civilisation d'un niveau scientifique et culturel très élevé aurait été anéantie des milliers d'années avant la construction des pyramides d’Égypte.
Dans le film, cette civilisation serait l'Atlantide. Ce continent est d'ailleurs évoqué dans le film lorsqu'un esclave dit que ses dieux sont arrivés par les étoiles ou par les eaux, après que leur terre eut été engloutie par les eaux. Le film fait également référence aux pyramides d'Égypte, notamment la pyramide de Khéops, à Gizeh, mais aussi au Sphinx ou au mystère de la constellation d'Orion, dont le dessin est repris par les cicatrices d'Evolet.
On retrouve le thème du dieu mystique asservissant les peuples du désert dans Stargate (La Porte des Étoiles), autre film de Roland Emmerich :
- Les pyramides sont ici bâties en 10000 av. J.-C. : Jack O'Neill confirme cette date dans Stargate.
- La révolte envers le pharaon peut se rapprocher de la rébellion qui renversa Râ sur la planète Abydos.
- On dit du pharaon qu'il est un dieu. D'Leh contredit ce fait. Dans Stargate, l'équipe SG-1 s'efforce de montrer aux peuples que les seigneurs goa'ulds ne sont pas des dieux, mais qu'ils utilisent seulement une technologie avancée (Daniel Jackson utilise son stylo à bille comme exemple pour montrer qu'il maîtrise aussi l'écriture).